# Ryōko Onozawa
Ryōko Onozawa (japanisch 小野沢 良子 Onozawa Ryōko; * 1. Januar 1951 in Ikeda) ist eine ehemalige japanische Eisschnellläuferin.

## Werdegang
Onozawa nahm von 1969 bis 1980 an nationalen Wettbewerben teil und erreichte dabei im Jahr 1979 mit dem dritten Platz im Sprint-Mehrkampf sein bestes Ergebnis bei japanischen Meisterschaften. International trat sie erstmals bei den Olympischen Winterspielen 1972 in Sapporo in Erscheinung, wo sie den 28. Platz über 1000 m und den 21. Platz über 500 m errang. Letztmals international nahm sie in der Saison 1972/73 an Wettbewerben teil. Dabei lief sie bei der Mehrkampf-Weltmeisterschaft 1973 in Strömsund auf den 19. Platz im Mini-Mehrkampf und bei der Sprintweltmeisterschaft 1973 in Oslo auf den 15. Rang.

## Erfolge

### Olympische Spiele
- 1972 Sapporo: 21. Platz 500 m, 28. Platz 1000 m

### Mehrkampf-Weltmeisterschaften
- 1973 Strömsund: 19. Platz Mini-Mehrkampf

### Sprint-Weltmeisterschaften
- 1973 Oslo: 15. Platz Sprint-Mehrkampf

## Persönliche Bestleistungen
| Disziplin | Zeit        | Datum            | Ort       |
| --------- | ----------- | ---------------- | --------- |
| 500 m     | 44,27 s     | 6. Dezember 1979 | Matsumoto |
| 1000 m    | 1:31,70 min | 23. Januar 1972  | Matsumoto |
| 1500 m    | 2:26,70 min | 23. Januar 1972  | Matsumoto |
| 3000 m    | 5:22,90 min | 23. Januar 1972  | Matsumoto |